# Tanaochelidae
De Tanaochelidae, is een familie uit de superfamilie Pilumnoidea van de infraorde krabben (Brachyura).

## Systematiek
De Tanaochelidae omvat slechts één geslacht: 
- Tanaocheles Kropp, 1984